# Blew.d
Blew.D는 대한민국의 래퍼다. 2019년 싱글 《Piece Of Something》으로 데뷔했다.

## 방송
- 하고싶은말을해라 1 (2020) - Top16